# Авиационная армия особого назначения-3
Армия особого назначения — 3 — формирование (объединение, авиационная армия) авиации РККА Вооружённых сил Союза ССР.
Сокращённое наименование — АОН-3. Сформирована в 1938 году из авиационных частей Северо-Кавказского военного округа.

## История
Состав, организация, дислокация авиационной армии особого назначения на 20 октября 1939 года:
- Численность армии особого назначения (АОН-3) всего — 5 504 человек[2]
- Управление армии особого назначения — сформировано по штату 2/824-А[2]
- Ростов-Дон
  - 3-я авиационная бригада — управление сформировано по штату 15/865-А, численностью 39 человек[2]
    - 1-й тяжелый бомбардировочный авиационный полк — управление сформировано по штату 15/828-А, численностью 43 человек[2]
      - 4 эскадрильи — сформировано по штату 15/807-А, численностью 680 человек[2]
      - резервная эскадрилья — сформировано по штату 15/806-Д, численностью 78 человек[2]

  - 12-я авиабаза — сформировано по штату 15/819-А, численностью 571 человек[2]
- Новочеркасск
  -     - 12-й дальнебомбардировочный авиационный полк — управление сформировано по штату 15/828-Б, численностью 40 человек[2]
      - 5 эскадрилий — сформировано по штату 15/807-В, численностью 570 человек[2]
      - резервная эскадрилья — сформировано по штату 15/806-Д, численностью 78 человек[2]

  - 7-я авиабаза — сформировано по штату 15/819-А, численностью 571 человек[2]
  - 141-я комендатура аэродрома — сформировано по штату 15/819-Г, численностью 22 человека[2]
  - Школа младших специалистов — сформировано по штату 20/960, численностью 180 человек[2]
- Запорожье
  - 7-я авиационная бригада — управление сформировано по штату 15/865-А, численностью 39 человек[2]
    - 11-й дальнебомбардировочный авиационный полк — управление сформировано по штату 15/828-Б, численностью 40 человек[2]
      - 5 эскадрилий — сформировано по штату 15/807-Б, численностью 570 человек[2]
      - резервная эскадрилья — сформировано по штату 15/806-Д, численностью 78 человек[2]

    - 8 дбап (8-й дальнебомбардировочный авиационный полк?) — управление сформировано по штату 15/828-Б, численностью 40 человек[2]
      - 5 эскадрилий — сформировано по штату 15/807-Б, численностью 570 человек[2]
      - резервная эскадрилья — сформировано по штату 15/806-Д, численностью 78 человек[2]
      - химвзвод — сформирован по штату 15/893, численностью 40 человек[2]

    - 69-й истребительный авиационный полк[3]

  - 16-я авиабаза — сформировано по штату 15/821-Б, численностью 1001 человек[2]
  - Школа младших специалистов — сформировано по штату 20/962-В, численностью 176 человек[2]

## Боевой путь
5 ноября 1940 года, вскоре после войны Финляндией, АОН-1 была упразднена как не оправдавшая себя в боевой обстановке. Три армии особого назначения (АОН-1, АОН-2, АОН-3) были преобразованы в дальнебомбардировочную авиацию Главного командования Советской Армии.

## Подчинение
Подчинялись АОН непосредственно Главному Командованию.

## Командный состав
- комдив Т. И. Буторин

## Состав
Вначале штатная структура и состав АОН были неодинаковыми.
В апреле 1937 года была установлена единая организация, которая включала:
- две тяжелобомбардировочные авиабригады
- одна легкобомбардировочная авиабригада
- одна истребительная авиабригада.